# Jean Arp

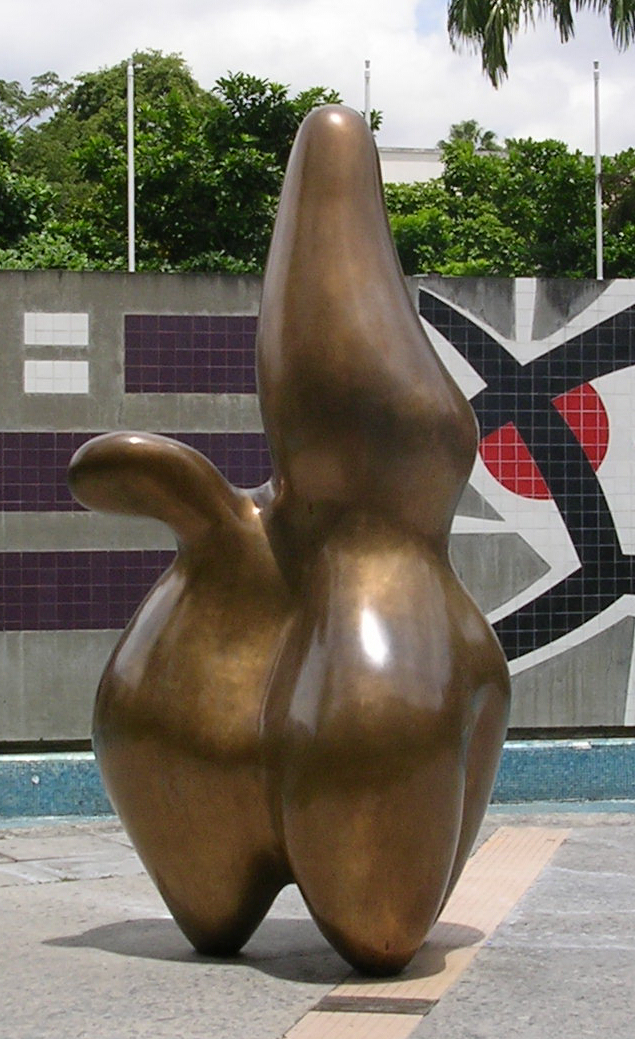
El pastor de núvols (1953), obra d'Arp a la Universitat de Caracas

Jean (Hans) Arp (Estrasburg, imperi Alemany, Imperi Alemany, 16 de setembre de 1886 - Basilea, Suïssa, 7 de juny de 1966) va ser un escultor, poeta i pintor alsacià.

## Biografia
Va néixer a Estrasburg, quan després de la Guerra Franco-Prussiana el territori formava part d'Alsàcia-Lorena, després d'haver estat cedida a l'imperi Alemany per part de França. Després que el territori fos reincorporat a França novament, acabada la Primera Guerra Mundial, les lleis franceses van determinar que el seu nom seria Jean i no Hans.
El 1904, després d'assistir a l'Escola d'Arts i Oficis d'Estrasburg, va anar a París, on va publicar per primera vegada les seves poesies. Des de 1905 fins a 1907 va estudiar a la Kunstschule (Escola d'Art) de Weimar, Alemanya i el 1908 va tornar a París on va assistir a la Académie Julian El 1915 es va mudar a Suïssa, per a aprofitar la neutralitat suïssa. Arp més tard va contar la història de com, quan li van notificar que havia de presentar-se a l'ambaixada alemanya, va evitar ser reclutat per a l'exèrcit: va prendre la paperassa que li van donar i, en el primer espai, va escriure la data. Seguidament va omplir la resta d'espais en blanc també amb aquesta data, va traçar una línia per sota i curosament les va sumar, es va llevar tota la roba i va marxar amb els papers a la mà. Li van dir que se n'anés a casa seva.
Arp va ser membre fundador del moviment Dadà a Zúric el 1916 i de la Novembergruppe (1918). El 1920, com Hans Arp, al costat de Max Ernst, i l'activista social Alfred Grünwald, va establir el grup dadà de Colònia. No obstant això, el 1925 la seva obra va aparèixer també en la primera exposició del grup surrealista a la Galerie Pierre de París. D'aquest mateix any és el seu llibre, conjunt amb El Lissitzky sobre «Els ismes a l'art». Arp combina les tècniques d'automatisme i les oníriques en la mateixa obra desenvolupant una iconografia de formes orgàniques que s'ha anomenat escultura biomórfica, en la qual es tracta de representar l'orgànic com principi formatiu de la realitat. La seva poesia s'inclou dintre del moviment surrealista, tot destacant el poema en alemany Die schwabenhoede (El testicle de l'oreneta, 1920).
El 1926, Arp es trasllada al suburbi de Meudon a París. El 1931, trenca amb el moviment surrealista i funda l'Abstracció-creació, treballant amb el grup parisenc Abstracció-creació i editant en la revista Transition. A partir dels anys trenta i fins a la seva mort, va escriure i va publicar assajos i poesia. En 1942, va fugir de la seva casa en Meudon escapant de l'ocupació alemanya i va viure a Zuric fins al final de la guerra. Arp va visitar la ciutat de Nova York el 1949 per a presentar una exposició individual en la Galeria Buchholz. El 1950, se li va oferir el realitzar un relleu per al Graduate Center de la Universitat Harvard a Cambridge, Massachusetts i se li va encarregar el mural de l'edifici de la UNESCO a París.
El 1954 Arp va guanyar el Gran Premi d'escultura de la Biennal de Venècia. El 1958 es va presentar una mostra retrospectiva dels seus treballs en el Museu d'Art Modern de Nova York, a la qual va seguir una exposició en el Museu d'Art Modern de París, el 1962. El Musée d'Art moderne et contemporain d'Estrasburg, conserva moltes de les seves pintures i escultures. Arp va morir a Basilea, Suïssa